# 에른스트 하인켈

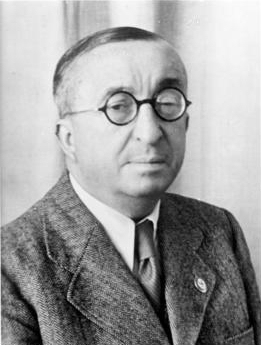
에른스트 하인켈

에른스트 하인켈(Ernst Heinkel, 1888년 1월 24일 - 1958년 1월 30일)는 독일의 항공기의 설계자이며 제조자이다. 독일의 항공기 산업에 많은 공헌을 했다.

## 유년기
그는 그룬바흐(Grunbach)에서 태어났다. 그는 1909년, 프랑크푸르트의 에어쇼에 있는 체펠린 비행선을 보고 항공기에 흥미를 안게 되었다. 후에 앙리 파르망의 설계도에 근거한 비행기를 제작했다.

## 관련 서적
- Lutz Warsitz: THE FIRST JET PILOT - The Story of German Test Pilot Erich Warsitz, Pen and Sword Books Ltd., England, 2009, ISBN 978-1-84415-818-8, English Edition 보관됨 2013-12-02 - 웨이백 머신